# Chambœuf, Loire
Chambœuf este o comună în departamentul Loire din sud-estul Franței. În 2009 avea o populație de 1.609 de locuitori.

## Evoluția populației
| An        | 1975 | 1982 | 1990  | 1999  | 2006  | 2009  |
| --------- | ---- | ---- | ----- | ----- | ----- | ----- |
| Populație | 712  | 866  | 1.100 | 1.358 | 1.516 | 1.609 |